# Diffúzor
A diffúzor az áramlás irányában fokozatosan bővülő keresztmetszetű csőszakasz.

## Összenyomhatatlan közegben
Összenyomhatatlan közegben (kis sebességeknél a gázok, így a levegő is így viselkedik) a diffúzorban a közeg sebessége a keresztmetszettel fordítottan arányosan változik a kontinuitás miatt:
{\displaystyle v_{1}A_{1}=v_{2}A_{2}\,}
az első ábra jelöléseivel. A nyomás változása ideális, súrlódásmentes áramlás esetén a Bernoulli-törvényből számítható:
{\displaystyle {v_{1}^{2} \over 2}+{p_{1} \over \rho }={v_{2}^{2} \over 2}+{p_{2} \over \rho }}
v = közeg sebessége
p = nyomás
{\displaystyle \rho } = a közeg sűrűsége
Veszteségmentes esetben tehát a diffúzorból kilépő közeg nyomása:
{\displaystyle p_{2}=p_{1}+{\frac {v_{1}^{2}-v_{2}^{2}}{2}}\rho }
Valóságos közegnél a súrlódás miatt a tényleges nyomás a csak kísérletekkel megállapítható Δp nyomásveszteséggel kisebb lesz:
{\displaystyle p_{2}=p_{1}+{\frac {v_{1}^{2}-v_{2}^{2}}{2}}\rho -\Delta p}
A jól kialakított diffúzorban a nyomásveszteség lényegesen kisebb, mint a hirtelen keresztmetszet változás esetén. A nyomásveszteség a csőfal érdességén kívül a geometriai kialakítástól is függ. A diffúzor nyomásvesztesége a mérések szerint a következő empirikus összefüggésből számítható:
{\displaystyle \Delta p=\zeta {\frac {\rho }{2}}v_{2}^{2}},
ahol:
{\displaystyle \zeta \,} a veszteségtényező,
{\displaystyle \rho \,} az áramló közeg sűrűsége,
{\displaystyle v_{2}\,} pedig a közeg sebessége a felbővült keresztmetszetben.
|  |  |  |

A veszteségtényező értéke a csőfal érdességén kívül a keresztmetszet felbővülésének mértékétől és a kúpszögtől függ. Körkeresztmetszetű átlagosan érdes cső esetén értéke a mellékelt diagramban látható. Ha túlságosan hirtelen bővül a diffúzor, az áramlás leválhat a cső faláról, ekkor a nyomásveszteség hirtelen megugrik, amit el kell kerülni. Azokat a szögeket, melyek mellett a leválás biztosan nem következik be, a Reynolds-szám függvényében az ábra mutatja (ν a kinematikai viszkozitás).

## Diffúzor összenyomható közegben
Diffúzorok a hangsebességet alulról megközelítő áramlási sebességek esetén az előbbiekhez hasonlóan viselkednek, de a számításnál az összenyomható közegre érvényes összefüggéseket kell használni. A hangsebesség felett (vagyis ha a Mach szám>1) a bővülő csatorna mentén az áramlási sebesség nő, a nyomás és a hőmérséklet pedig csökken. Ezt használják ki a Laval-fúvókánál.